# Río Claro de Rengo
El río Claro de Rengo es un curso natural de agua que fluye en la Región del Libertador General Bernardo O'Higgins, en Chile. Es el principal afluente del río Cachapoal.

## Trayecto
Dos esteros que desaguan desde la Laguna Negra y la Laguna de los Cristales, a 2282 msmn en la cordillera de los Andes, originan el breve río Tapado, el que, al confluir con la quebrada La Pandina, originan el río Claro. En su curso superior, tributan sus aguas las quebradas del Cepillo, proveniente del sector nororiental de la comuna, Aguas Fofas, por el costado norte, Bollenar por el sur y posteriormente El Peralito, La Viuda y La Cortina por el norte. En esa zona se presenta encajonado por los cerros Los Portezuelos y Piedra Lisa, hasta empezar a desarrollar un valle entre las localidades de Las Nieves, Popeta y La Chimba. Hacia su curso medio, se abre en la depresión intermedia al extremo norte de la ciudad de Rengo, conformando un amplio valle que es drenado por varios arroyos, como los esteros Pichiguao, Tipaume y el canal Apalta. Se dirige hacia el oeste flanqueado por el sur por el cordón de Nancura y la cuesta Requegua, que separan la cuenca de Rancagua de la ciudad de San Vicente de Tagua Tagua, donde el cauce del río Claro se apega hasta llegar a la zona de Pencahue Abajo, donde se emplaza la confluencia con el río Cachapoal.

## Caudal y régimen
El río Claro posee un régimen mixto nivo-pluvial, con mayores caudales en invierno, entre junio y julio, y considerables caudales en octubre y noviembre. En años húmedos, los mayores caudales se deben a aportes pluviales, entre junio y julio, sin embargo los nivales son también son significativos. En años normales y secos, la influencia pluvial pierde importancia, siendo los caudales nivales los más relevantes durante el año, presentándose principalmente en los meses de primavera debido a los deshielos cordilleranos.

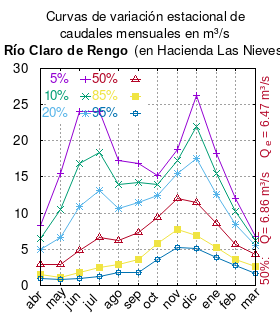
Curva de variación estacional que muestra la probabilidad de que el caudal del río Claro exceda ciertas cotas.

El caudal del río (en un lugar fijo) varía en el tiempo, por lo que existen varias formas de representarlo. Una de ellas son las curvas de variación estacional que, tras largos periodos de mediciones, predicen estadísticamente el caudal mínimo que lleva el río con una probabilidad dada, llamada probabilidad de excedencia. La curva de color rojo ocre (con {\displaystyle {\color {Red}\vartriangle }}) muestra los caudales mensuales con probabilidad de excedencia de un 50 %. Esto quiere decir que ese mes se han medido igual cantidad de caudales mayores que caudales menores a esa cantidad. Eso es la mediana (estadística), que se denota Qe, de la serie de caudales de ese mes. La media (estadística) es el promedio matemático de los caudales de ese mes y se denota {\displaystyle {\overline {Q}}}.
Una vez calculados para cada mes, ambos valores son calculados para todo el año y pueden ser leídos en la columna vertical al lado derecho del diagrama. El significado de la probabilidad de excedencia del 5 % es que, estadísticamente, el caudal es mayor solo una vez cada 20 años, el de 10 % una vez cada 10 años, el de 20 % una vez cada 5 años, el de 85 % quince veces cada 16 años y la de 95 % diecisiete veces cada 18 años. Dicho de otra forma, el 5 % es el caudal de años extremadamente lluviosos, el 95 % es el caudal de años extremadamente secos. De la estación de las crecidas puede deducirse si el caudal depende de las lluvias (mayo-julio) o del derretimiento de las nieves (septiembre-enero).

## Historia
Francisco Solano Asta-Buruaga y Cienfuegos escribió en 1899 en su Diccionario Geográfico de la República de Chile sobre el río:
Río Claro de Rengo.-—Le han llamado también Río Clarillo, y es una mediana corriente de agua del departamento de Caupolicán que tiene sus fuentes en una alta rama de sierra de entre las faldas de los Andes situada á unos 45 kilómetros hacía el SE. de Rengo. Baja de allí por entre estrechuras de cerros, entra en el llano central en que yace esa ciudad y pasando por el extremo norte de ella, dividido en brazos de lecho extendido, prosigue al O. á echarse en la izquierda del Cachapual á unos 30 kilómetros más abajo y como tres ó cuatro al E. de la desembocadura del riachuelo de Zamorano ó Talcarehue. El valle que atraviesa desde más arriba de dicha ciudad hasta su término es muy cultivado y productivo. Recibe los pequeños afluentes de Mendoza, Tipauma, &c. A sus orillas, por la parte de Rengo, resistieron los promauces á las avanzadas de la expedición de Almagro, y de aquí o poco más al sur tampoco pasaron en su conquista los Incas del Perú después de la batalla que con aquellos tuvieron en esos parajes, aunque Garcilaso pretende que dominaron hasta el Maule.

## Población, economía y ecología

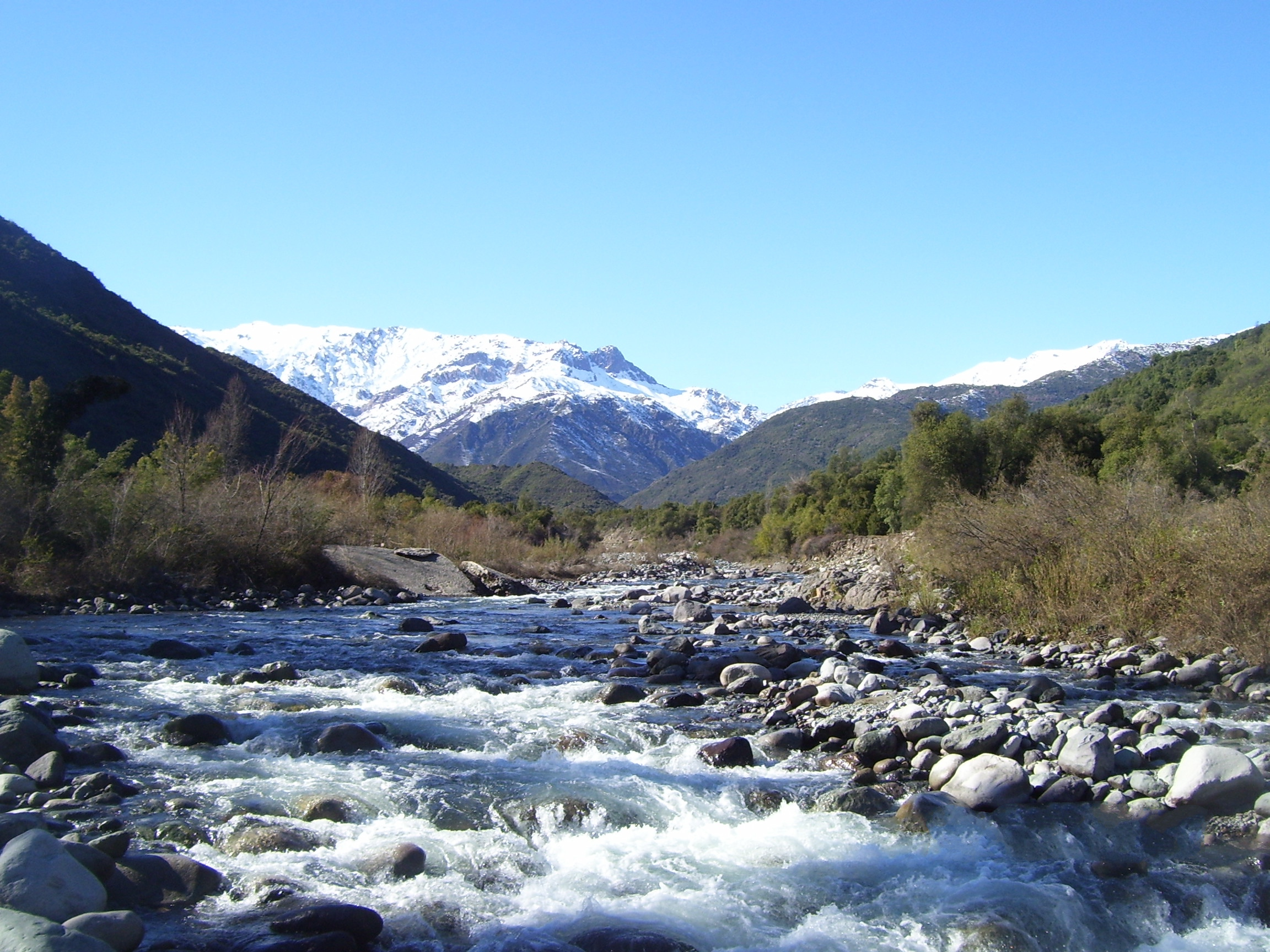
Curso alto del río Claro de Rengo en las cercanías de Las Nieves.

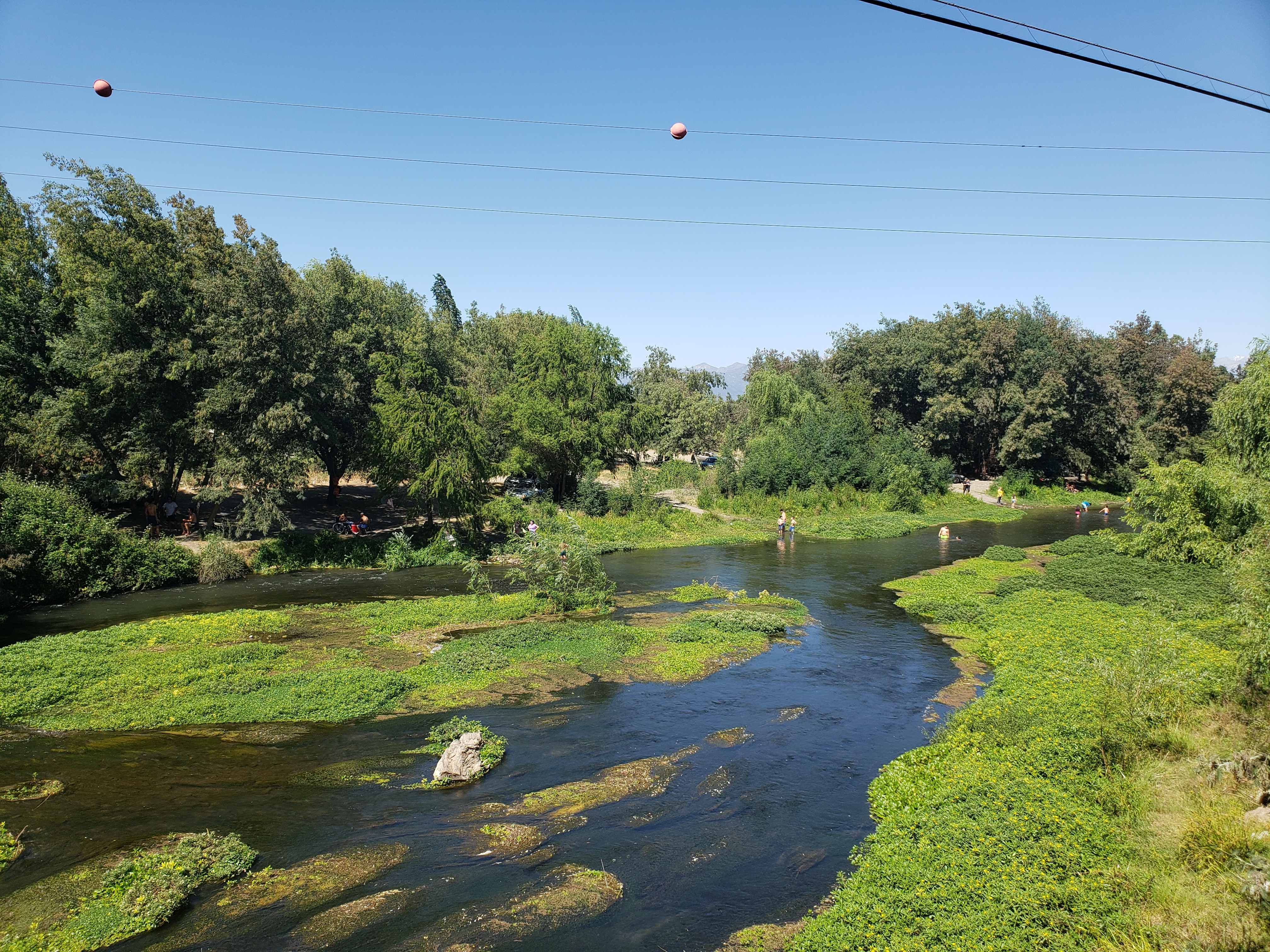
Paso del río Claro a la altura de Salsipuedes.

En el curso alto del río existe un embalse, ubicado en la Laguna de Los Cristales, en pleno corazón precordillerano, permite almacenar 10 millones de m³, proveyendo directamente a las comunas de Rengo, Requínoa, Malloa, Quinta de Tilcoco y San Vicente de Tagua Tagua de aguas de riego para 9336 hectáreas, a través de 24 canales. Se prevé para los próximos años la construcción del embalse Bollenar en la primera sección del río, con el objeto de regular los recursos hídricos y mejorar la capacidad de riego agrícola del valle.
Ecología
Un aspecto ecológico interesante es el producido por efecto de la mayor o menor disponibilidad de agua en las laderas de los cerros. Hay un contraste muy marcado entre las laderas de exposición sur, en las que el sol da solo unas pocas horas al día, y las de exposición hacia el norte, secas e insoladas. Así, en cada caso existe vegetación especialmente adaptada a estas condiciones del medio ambiente, diferenciando los siguientes hábitat ecológicos: laderas de exposición sur, laderas de exposición norte, quebradas, fajas altitudinales y vegas.
Flora
Una de las formaciones vegetales típicas corresponde al matorral chileno, que consta con especies arbustivas más o menos altas, en agrupaciones tupidas a veces, y entre las cuales se desarrolla generalmente, un denso tapiz de hierbas. 
En efecto, hasta los 1500 m s. n. m. en las laderas más sombrías, con terrenos ricos y más húmedos, son abundantes el peumo, el boldo, el litre, el maitén y el culén, en asociaciones densas. En las laderas asoleadas son típicos los chaguales y los cactos columnares, además de una serie de arbustos xerófitos. Por sobre los 1500 m s. n. m., los matorrales se hacen más bajos y achaparrados. Son típicos el coliguay de cordillera, la chilca, algunas especies de clavel del campo y el olivillo, entre otras; los soldaditos, alstroemerias, añañuca, maripositas, salpiglossis, papilionáceas, etc. En los sectores de vegas, es posible observar durante los meses de diciembre y enero las flores doradas del cáustico de vega, calceolarias, entre otras especies. También es posible encontrar numerosas variedades de plantas medicinales que crecen en la cordillera, tales como el bailahuén.
Fauna
A orillas del río se observan algunas especies de animales superiores, tales como zorros culpeo, garzas, huairavos, pitíos, codornices y dormilonas, entre otros. También se observan diferentes reptiles y anfibios, tales como lagartos Callopistes (iguanas), lagartijas y culebras de cola larga. Asimismo, en sus márgenes circundan numerosos insectos, especialmente del orden díptera e himenóptera, asociado a la proliferación de flores herbáceas propia de la época primaveral. En su ribera también se ha constatado la presencia de una especie de ave amenazada, el pato cortacorrientes (Merganetta armata).